# Cadeirante
Cadeirante é um indivíduo que faz uso constante de uma cadeira de rodas para sua locomoção.[carece de fontes?]
O desenvolvimento das tecnologias trouxe melhorias na qualidade de vida desse indivíduo. O cadeirante tem a capacidade de realizar  boa parte das tarefas diárias de uma pessoa normal, como trabalhar, praticar esportes, ir ao cinema, andar de ônibus e até dirigir. Há 24,5 milhões de portadores de deficiências no Brasil, e uma grande parte desta população é cadeirante. São Paulo é a cidade com maior número de cadeirantes; apesar da acessibilidade em muitos pontos da cidade, a dificuldade ainda é muito grande principalmente na periferia.
Em Curitiba a preocupação com a acessibilidade dos cadeirante levou construtores de calçadas a fazerem curso.  Os banheiros também são um dos maiores desafios para o cadeirante, qualquer pequeno detalhe facilita ou dificulta muito o acesso e a independência do cadeirante.
Segundo a maioria dos próprios cadeirantes, algumas denominações são inadequadas, e não devem ser utilizadas, como: aleijado, chumbado ou inválido; prefere ser denominado como deficiente físico ou cadeirante.